# MADE (BIGBANGのアルバム)
『MADE』（メイド）は、BIGBANGの日本での5枚目のアルバム（完全版としている）。2017年2月15日発売。
2015年より始まったBIGBANGの「MADEプロジェクト」の完全版アルバム。前年発売の暫定版の5枚目のアルバム『MADE SERIES』に新たに3曲が加えられた。
2016年12月13日に韓国で発売されたアルバム『MADE -KR EDITION-』についても解説する。

## 概要
2012年に4thミニアルバム「ALIVE」を発売して以降、ソロでの活動に力を注ぎ、グループとしては新曲の発表、韓国でのライブを行っていなかったBIGBANG。そのカムバックプロジェクト「MADE」が、2015年4月より始動した。これは3年ぶりの新曲に加え、韓国では8年ぶりのフルアルバムの発表、さらには2015年4月から翌年3月まで全世界約150万人を動員する3年ぶりのワールドツアーを行うというものであった。その一環として5月から毎月、新曲2曲ずつを収録したシングル「M」「A」「D」「E」を発売する、4ヶ月連続シングル発表企画を行った（計新曲8曲）。本来はこの年の9月に、それら新曲8曲にさらに数曲を追加し、7年ぶりの本フルアルバム「MADE」を発売するという予定であったが、過密日程により計画に遅れが生じ発売は延期された。
延期された「MADE」の発売を前に、2016年2月3日に日本で、4シングルをまとめたミニアルバム「MADE SERIES」が発売された。その収録曲は前年発表の新曲8曲に、そのうち3曲の日本語バージョンの計11曲。日本語バージョンの3曲は、「LOSER」「BANG BANG BANG」「IF YOU」。なお、「BANG BANG BANG」日本語詞はVERBALによって手掛けられた。
そして2016年12月13日、韓国で新曲の「FXXK IT」「LAST DANCE」「GIRLFRIEND」が追加され計11曲が収録された韓国では8年ぶりのフルアルバム「MADE -KR EDITION-」が発売された。約2ヵ月遅れて発表された日本盤が本アルバムである。
本アルバムには、「MADE SERIES」にて初収録された日本語版の3曲も収録されている。

## 収録曲

### MADE -KR EDITION-
1. FXXK IT -KR Ver.-（3:52）
  - 作詞：TEDDY/G-DRAGON/T.O.P、作曲：TEDDY/R.Tee、編曲：TEDDY/R.Tee
2. LAST DANCE -KR Ver.-（4:45）
  - 作詞：G-DRAGON/T.O.P/SOL、作曲：G-DRAGON/전용준/서원진
3. GIRLFRIEND -KR Ver.-（3:51）
  - 作詞：TEDDY/G-DRAGON/T.O.P、作曲：TEDDY/G-DRAGON/Choice37
4. Let's not fall in love -KR Ver.-（3:32）
  - 作詞：TEDDY/G-DRAGON、作曲：TEDDY/G-DRAGON、編曲：TEDDY
5. LOSER -KR Ver.-（3:39）
  - 作詞：TEDDY/T.O.P/G-DRAGON、作曲：TEDDY/SOL、編曲：TEDDY
6. BAE BAE -KR Ver.-（2:49）
  - 作詞：G-DRAGON/T.O.P/TEDDY、作曲：TEDDY/G-DRAGON/T.O.P、編曲：TEDDY
7. BANG BANG BANG -KR Ver.-（3:40）
  - 作詞：TEDDY/G-DRAGON/T.O.P、作曲：TEDDY/G-DRAGON、編曲：TEDDY
8. SOBER -KR Ver.-（3:57）
  - 作詞：TEDDY/G-DRAGON/T.O.P、作曲：TEDDY/CHOICE37/G-DRAGON、編曲：TEDDY/CHOICE37
9. IF YOU -KR Ver.-（4:24）
  - 作詞：G-DRAGON、作曲：G-DRAGON/P.K/DEE.P、編曲：P.K/DEE.P
10. ZUTTER -KR Ver.- / GD&T.O.P（3:14）
  - 作詞：G-DRAGON/TEDDY/T.O.P、作曲：TEDDY/G-DRAGON/T.O.P、編曲：TEDDY
11. WE LIKE 2 PARTY -KR Ver.-（3:15）
  - 作詞：TEDDY/KUSH/G-DRAGON/T.O.P、作曲：KUSH/TEDDY/G-DRAGON/서원진、編曲：KUSH/TEDDY

### MADE

#### CD
1. LOSER（3:39）
  - 作詞：TEDDY/T.O.P/G-DRAGON、日本語詞：SUNNY BOY、作曲：TEDDY/SOL、編曲：TEDDY
2. BANG BANG BANG （3:40）
  - 作詞：TEDDY/G-DRAGON/T.O.P、日本語詞：VERBAL(m-flo/PKCZ®)、作曲：TEDDY/G-DRAGON、編曲：TEDDY
3. IF YOU（4:24）
  - 作詞：G-DRAGON、日本語詞：SHOKO FUJIBAYASHI、作曲：G-DRAGON/P.K/DEE.P、編曲：P.K/DEE.P
4. FXXK IT -KR Ver.-（3:52）
5. LAST DANCE -KR Ver.-（4:45）
6. GIRLFRIEND -KR Ver.-（3:51）
7. Let's not fall in love -KR Ver.-（3:32）
8. LOSER -KR Ver.-（3:39）
9. BAE BAE -KR Ver.-（2:49）
10. BANG BANG BANG -KR Ver.-（3:40）
11. SOBER -KR Ver.-（3:57）
12. IF YOU -KR Ver.-（4:24）
13. ZUTTER -KR Ver.- / GD&T.O.P（3:14）
14. WE LIKE 2 PARTY -KR Ver.-（3:15）

#### DVD/Blu-ray
[Music Video]
1. LOSER
2. BANG BANG BANG
3. FXXK IT -KR Ver.-
4. LAST DANCE -KR Ver.-
5. Let's not fall in love -KR Ver.-
6. LOSER -KR Ver.-
7. BAE BAE -KR Ver.-
8. BANG BANG BANG -KR Ver.-
9. SOBER -KR Ver.-
10. ZUTTER -KR Ver.- / GD&T.O.P
11. WE LIKE 2 PARTY -KR Ver.-

[BONUS FEATURES]
1. FXXK IT -KR Ver.-_BEHIND THE SCENES
2. LAST DANCE -KR Ver.-_BEHIND THE SCENES

[a-nation stadium fes. 2016]
1. BANG BANG BANG
2. TONIGHT
3. HANDS UP
4. -MC-
5. IF YOU
6. BAD BOY
7. -MC-
8. FEELING
9. FANTASTIC BABY
10. SOBER -KR Ver.-
11. -MC-
12. MY HEAVEN
13. WE LIKE 2 PARTY -KR Ver.-
14. 声をきかせて
15. BAE BAE -KR Ver.-

[BIGBANG FANCLUB EVENT ～FANTASTIC BABYS 2016～]
- GAME
- LIVE

1. LOSER
2. BANG BANG BANG
3. -MC-
4. IF YOU
5. HaruHaru -Japanese Version-
6. BAD BOY
7. WE LIKE 2 PARTY -KR Ver.-
8. -MC-
9. 声をきかせて
10. FANTASTIC BABY